# Tramvaje CMg série 1600–1609
Tramvaje CMg série 1600–1609 jsou typ dvounápravové tramvaje, vyrobené v roce 1913 podnikem Staudinger Waggonfabrik ve Studénce pro příměstskou dráhu Vídeň–Bratislava. Z deseti vozů se šest postupně dostalo do Brna, kde je na své tramvajové síti provozovala Společnost brněnských elektrických pouličních drah.

## Konstrukce

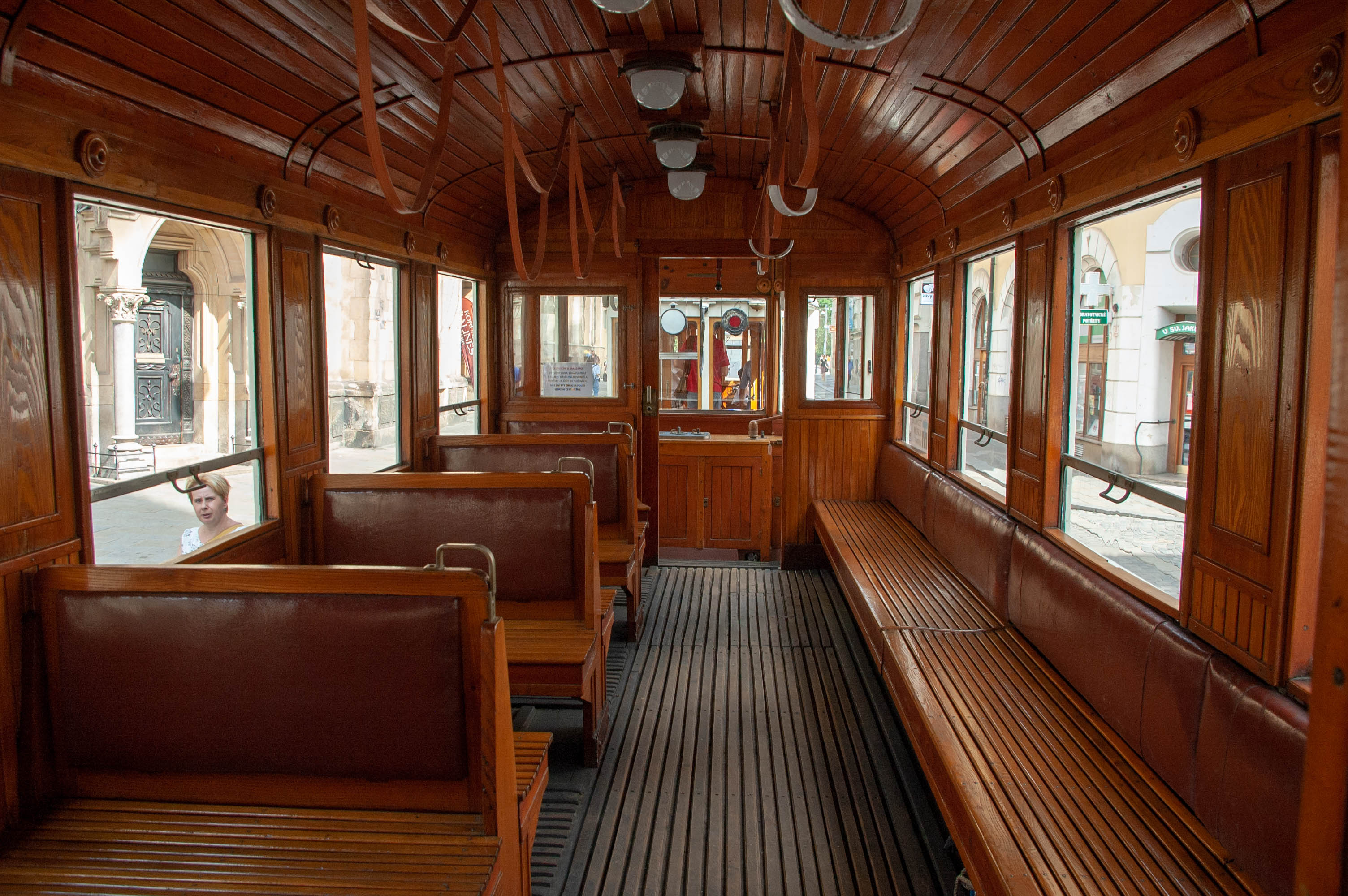
Interiér brněnské tramvaje ev. č. 57

Konstrukce byla podobná brněnským vozům série 50–55 ze Štýrského Hradce. Značně široká vozová skříň (2620 mm) byla tvořena ocelovým roštem a dřevěnou kostrou, pojezd byl dvounápravový volnoosý. Střecha byla valená, tvořená z dřevěných palubek pokrytých plátnem. Okenní sloupky byly oplechované, vnější spodní část bočnic byla obložená dřevěnými peřejkami, čímž se tyto tramvaje výrazně odlišovaly od starších vozů do té doby provozovaných v Brně. V bočnicích byla vždy čtyři velká spouštěcí okna uchycená v hliníkových rámech. Sedadla byla dvojího typu: podél jedné bočnice byla umístěna polstrovaná podélná lavice, na druhé straně se nacházela příčně uspořádaná dvojsedadla potažená kůží. Plošiny byly úzké, uzavírané mřížovým zábradlím. Elektrická výzbroj AEG byla tvořena kontrolérem B6-30, jenž měl sedm jízdních a šest brzdových stupňů. Brzda byla elektrodynamická a ruční. Odpory byly umístěny pod podlahou vozu. Tramvaje byly z výroby vybaveny pantografem.
Vzhled těchto tramvají navrhl rakouský architekt Otto Wagner. Od tohoto typu byly odvozeny i shodné vlečné vozy Ch série 1525–1533, které byly přímo určeny pro provoz s tramvajemi CMg 1600–1609.

## Dodávky tramvají
V roce 1913 bylo vyrobeno celkem 10 motorových vozů tohoto typu.
| Současný stát | Město              | Článek | Roky dodávek | Počet vozů | Evidenční čísla při dodání | Poznámky | Zdroj |
| ------------- | ------------------ | ------ | ------------ | ---------- | -------------------------- | -------- | ----- |
| Rakousko      | Vídeň – Bratislava | článek | 1913         | 10         | 1600–1609                  |          | [ 1 ] |

## Provoz

### Vídeň – Bratislava

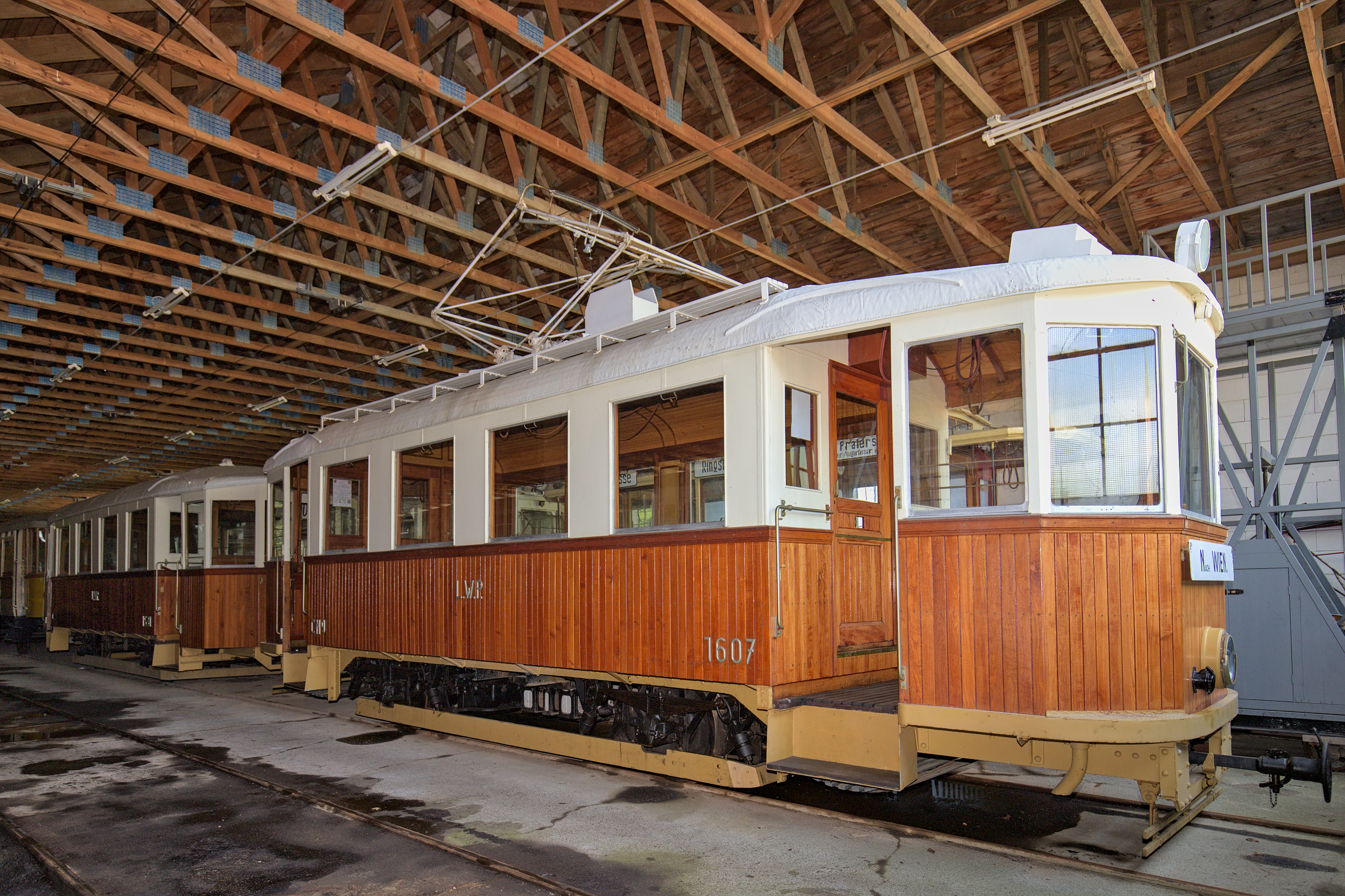
Tramvaj č. 1607 s vlečným vozem řady Ch v Museumstramway Mariazell

Vozy byly vyrobeny v roce 1913 pro potřeby dopravce Localbahn Wien – Pressburg (LWP), který roku 1914 zahájil provoz na nově postavené meziměstské dráze z Vídně do Bratislavy. Obdržely železniční řadu CMg (C = třetí třída, M = motorový vůz, g = stejnosměrné napájení), sérii čísel 1600–1609 a jezdily na příměstském vídeňském úseku mezi stanicemi Wien-Grossmarkthalle a Gross Schwechat. Řadou CMg byly označeny i tramvaje série 1610–1613, které pocházely z budapešťské vagónky Ganz a které obsluhovaly příměstský úsek této dráhy v Bratislavě.
Protože frekvence cestujících nebyla na vídeňském příměstském úseku tak vysoká, jak bylo předpokládáno, odprodala LWP tři vozy č. 1602–1604 v roce 1915 do Brna. Zbylé tramvaje č. 1600, 1601 a 1605–1609 nadále jezdily ve Vídni, v roce 1921 byly po zestátnění dráhy označeny řadou BBÖ ET 24 (čísla ET 24.01–07), od roku 1938 nesly v rámci Deutsche Reichsbahn řadu ET 187 (čísla ET 187.21–27). V roce 1944 byly kvůli leteckému bombardování tři vozy (původních čísel 1601, 1606 a 1608) odeslány do železniční stanice v Břežanech, kde se dočkaly konce druhé světové války. Tam je zabavily Československé státní dráhy a odprodaly je opět do Brna. Ve Vídni tak zůstaly po roce 1945 pouze tramvaje původních čísel 1600, 1605, 1607 a 1609, které ÖBB označila řadou 4924 (čísla 4924.01, 03, 05 a 07). Vyřazeny z provozu byly v roce 1954. Vůz ev. č. 1607 pak převzalo tramvajové muzeum Mariazell. V roce 1996 byla pro mariazellské muzeum v Ústředních dílnách Dopravního podniku města Brna renovována historická souprava motorového vozu CMg ev. č. 1607 a vlečného vozu Ch ev. č. 1531, která je od té doby příležitostně vypravována na muzejní dráze z Mariazell na Erlaufsee.

### Brno

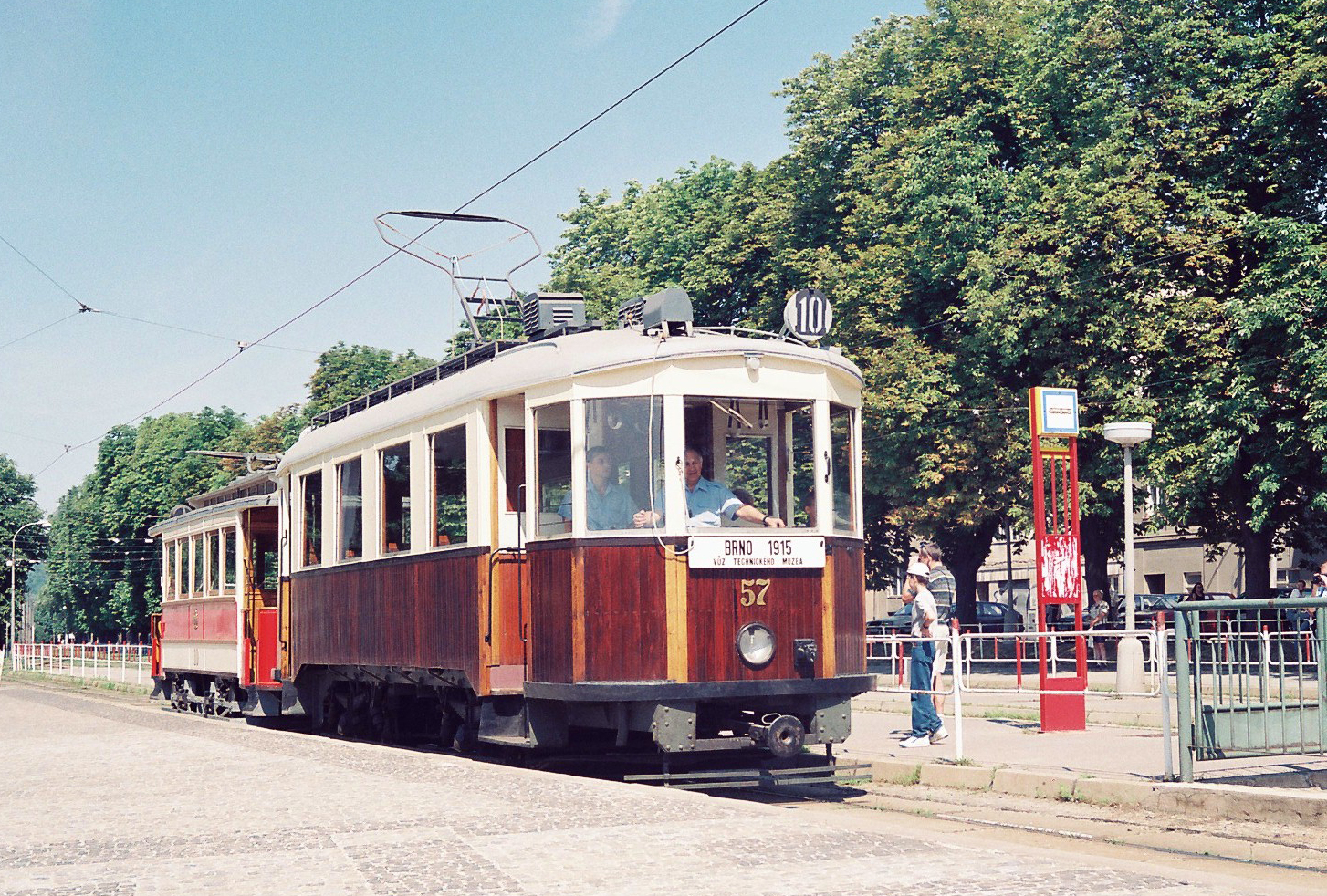
Tramvaj ev. č. 57 v roce 2000

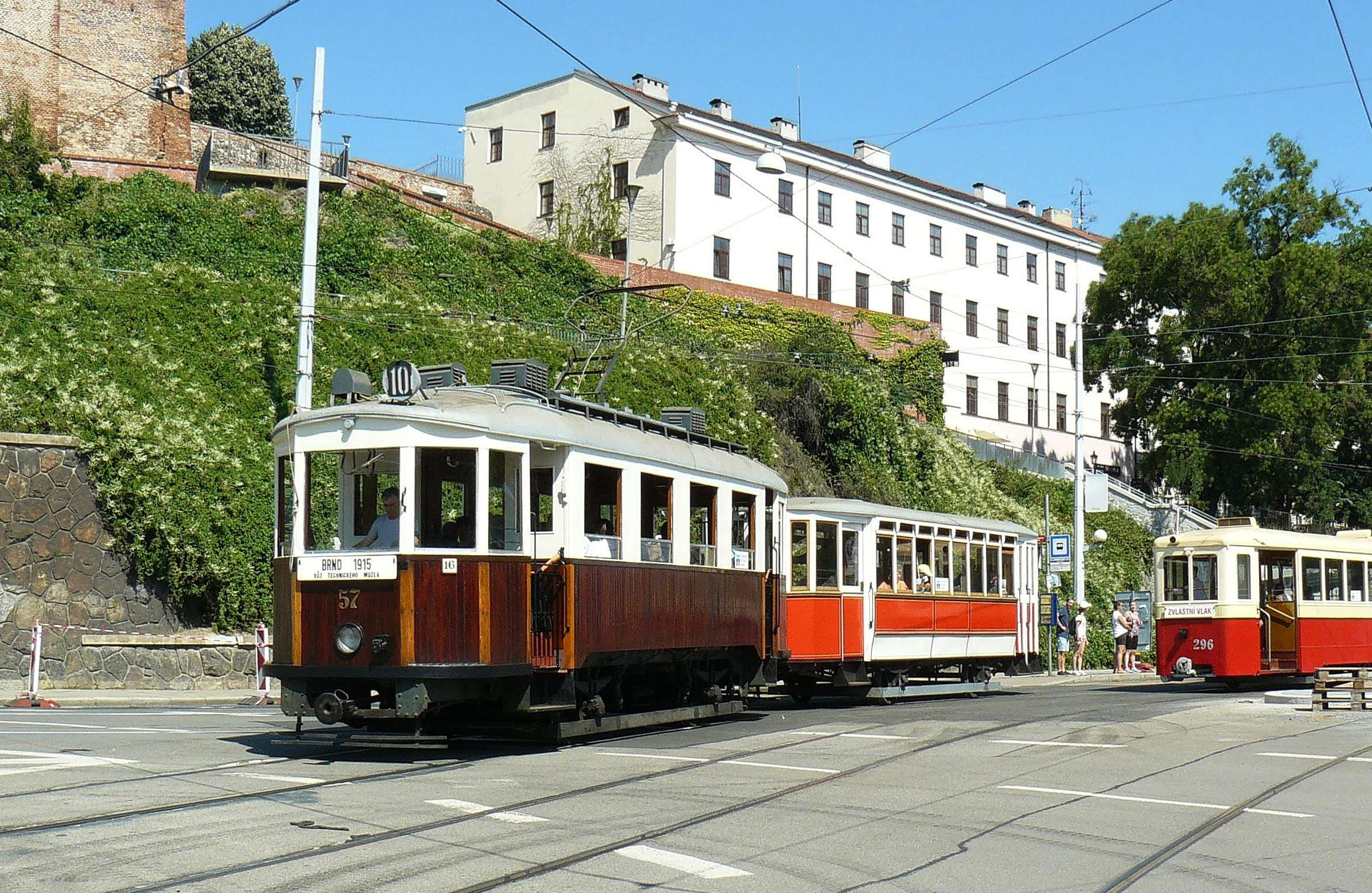
Souprava tramvaje ev. č. 57 a vlečného vozu ev. č. 205 u zastávky Nové sady v roce 2020

V roce 1915 odkoupila Společnost brněnských elektrických pouličních drah od vídeňsko-bratislavské dráhy tři tramvaje původních čísel 1602–1604, které byly kvůli nižší frekvenci cestujících nadbytečné. V Brně byly ještě téhož roku zařazeny do provozu pod čísly 56–58, jejich původní pantografy nahradil v Brně tehdy obvyklý tyčový sběrač. Vzhledem k velmi širokým vozovým skříním (2620 mm oproti přibližně 2000 mm u ostatních brněnských vozů) mohly společně s tramvajemi série 50–55, které byly taky velmi široké, obsluhovat pouze páteřní trať Královo Pole – Pisárky, jež byla dimenzována na nákladní provoz se širokými železničními vagóny. Ve 30. letech 20. století byl tyčový sběrač nahrazen lyrovým, vozy této série však byly v této době využívány kvůli dodávkám nových tramvají méně – obsluhovaly vložené vlaky linek 1 a 6, případně byly nasazovány v době zvýšené frekvence cestujících. Za druhé světové války jezdily se dvěma vlečnými vozy na posilové lince A mezi hlavním nádražím a Královým Polem. V průběhu jejich brněnského provozu také došlo k výměně jejich kontrolérů AEG za kontroléry Škoda BRNO I.
V dubnu 1945 shořel při požáru vozovny Pisárky vůz č. 58, zbylé dvě tramvaje zůstaly v osobním provozu. Roku 1946 koupil brněnský dopravní podnik od Československých státních drah další tři vídeňské tramvaje CMg, které ČSD zabavily jako válečnou kořist, jež se na konci druhé světové války nacházela v železniční stanici v Břežanech (společně s nimi získal DP také dva vlečné vozy Ch ev. č. 1529 a 1531; ty zůstaly odstaveny a sloužily jako zdroje náhradních dílů). Vozy původních čísel 1601, 1606 a 1608 byly v Brně zařazeny do provozu s čísly 153–155, přičemž vůz č. 155 nebyl opraven a sloužil pouze jako záloha. Všechny brněnské tramvaje byly v roce 1950 přečíslovány, přičemž řada CMg získala čísla 14–18. Neopravený vůz č. 18 byl záhy přeřazen mezi služební a získal číslo 515. Tramvaje CMg byly nadále využívány na trati Královo Pole – Pisárky na vložených vlacích a veletržních linkách, obsluhovaly však také linku 10 vedoucí po bývalé železniční trati do Líšně. Roku 1960 došlo k vyřazení vozu č. 17 (jeho číslo převzal vůz č. 515), všechny ostatní tramvaje této série byly vyřazeny v roce 1964 v souvislosti s dodávkami nových tramvají Tatra T3.
Mezi služební byl v roce 1964 zařazen pouze vůz č. 15, který získal nové číslo 815. Ten byl z provozu odstaven roku 1967. Při chystání 100. výročí brněnské městské hromadné dopravy, které se připravovalo na rok 1969, byl vůz č. 815 jako jediný dochovaný zástupce svého typu v Brně vybrán pro renovaci. Ta se uskutečnila v letech 1968–1969, kdy byl vůz upraven do podoby, v jaké jezdil ve 30. a 40. letech 20. století. V roce 1971 byl vůz č. 57, společně s ostatními do té doby renovovanými tramvajemi, předán Technickému muzeu v Brně, které jej zařadilo do své vznikající sbírky vozidel MHD.

## Historické vozy
| Původní provoz   | Evidenční číslo | Současný majitel            | Rok výroby | Historický od roku | Poznámky                                   | Zdroj  |
| ---------------- | --------------- | --------------------------- | ---------- | ------------------ | ------------------------------------------ | ------ |
| Brno             | 57              | TMB                         | 1912       | 1969               | původně z dráhy Vídeň–Bratislava (č. 1603) | [ 13 ] |
| Vídeň–Bratislava | 1607            | tramvajové muzeum Mariazell | 1912       | ?                  |                                            | [ 7 ]  |